# Shereefa Lloyd
Shereefa Lloyd (Clarendon, 2 settembre 1982) è una velocista giamaicana, specializzata nei 400 metri piani.

## Palmarès
| Anno | Manifestazione      | Sede           | Evento      | Risultato  | Prestazione | Note                                     |
| ---- | ------------------- | -------------- | ----------- | ---------- | ----------- | ---------------------------------------- |
| 2007 | Giochi panamericani | Rio de Janeiro | 400 m piani | 4ª         | 51"19       |                                          |
| 2007 | Giochi panamericani | Rio de Janeiro | 4×400 m     | 4ª         | 3'28"74     |                                          |
| 2007 | Mondiali            | Osaka          | 400 m piani | Semifinale | 51"00       | Miglior prestazione personale            |
| 2007 | Mondiali            | Osaka          | 4×400 m     | Argento    | 3'19"73     | Record nazionale                         |
| 2008 | Giochi olimpici     | Pechino        | 4×400 m     | Argento    | 3'20"40     | Miglior prestazione personale stagionale |
| 2009 | Mondiali            | Berlino        | 4×400 m     | Argento    | 3'21"15     | Miglior prestazione personale stagionale |
| 2011 | Campionati CAC      | Mayagüez       | 400 m piani | Oro        | 51"69       |                                          |
| 2011 | Campionati CAC      | Mayagüez       | 4×400 m     | Oro        | 3'29"86     |                                          |
| 2011 | Mondiali            | Taegu          | 4×400 m     | Argento    | 3'18"71     | [ 1 ]                                    |
| 2012 | Giochi olimpici     | Londra         | 4×400 m     | Argento    | 3'20"95     | [ 1 ]                                    |

## Altre competizioni internazionali
2008
- 8ª alla World Athletics Final ( Stoccarda), 400 m piani - 51"86